# Друге нашестя марсіян
«Друге нашестя марсіян» — сатирична повість Аркадія і Бориса Стругацьких. Один з найбільш неоднозначних творів Стругацьких, який принципово не дозволяє читачеві зайняти сторону одного з персонажів. Назва повісті відсилає до роману Герберта Уеллса «Війна світів», а підзаголовок «Нотатки розсудливого» — до повісті М. В. Гоголя «Нотатки божевільного». Марсіяни як такі на сторінках повісті практично не з'являються.
Повість перекладена англійською (The Second Invasion from Mars, 1979) і французькою (La seconde invasion des martiens, 2002) мовами.

## Історія створення
Б. Н. Стругацький писав у своїх коментарях: 

Жоден, здається, з творів АБС не писався так легко і весело, як ця повість. Сама ідея про вторгнення марсіян (і взагалі прибульців) на Землю сьогоднішнього дня цікавила авторів давно. Зокрема, ця думка промайнула, скажімо, в «Хижих речах століття»: Жилін там похмуро констатує — для власного відома, — що в наші дні уеллсівським марсіянам не знадобився б ні тепловий промінь, ані отруйні гази, — досить було б запропонувати людству ілюзорне буття, людство цілком дозріло для того, щоб поринути у віртуальну дійсність негайно і з охотою. Думка про те, що сучасне нам людство в масі своїй налаштоване диявольськи конформістськи і начисто позбавлене таких понять, як МЕТА, СЕНС, ПРИЗНАЧЕННЯ стосовно до всіх людей відразу, — думка ця неминуче приводила до природного сюжетного ходу: людство не треба завойовувати — його можна без особливих зусиль просто купити.

Чернетка повісті була створена у березні-квітні 1966 року і виявилася настільки вдалою, що автори нічого не стали міняти, оформляючи біловий варіант. Тексти журнального і книжкового видань практично не відрізнялися один від одного. Офіційна критика, за висловом Бориса Стругацького, повість «роздовбала».

## Сюжет
Повість написана у формі щоденника відставного вчителя астрономії, який охоплює два тижні з життя тихого провінційного містечка. Земні реалії нарочито абстрактні: імена всіх персонажів і деякі географічні назви, запозичені з давньогрецької міфології.
Головний герой — пан Аполлон, літній вдівець, любитель випити, мабуть, щойно вийшов у відставку, оскільки постійно клопочеться про пенсію. Головна його турбота — отримати пенсію за найвищою категорією, адже в іншому випадку він не зможе поповнювати колекцію марок! З Аполлоном в одному будинку живуть його економка Герміона, дочка Артеміда і зять — редактор міської газети Харон, технократ й інтелектуал.
Про історію міста і країни відомо небагато. Аполлон згадує, що в часи його молодості «чорні сорочки» гнали їх на війну і «лапали наших дружин на наших ліжках», з чого можна зробити висновок, що в часи його молодості країною правили фашисти. Він і Поліфем брали участь у війні (мабуть, десь на півночі: «Поліфем вдарився у спогади, як ми з ним відбивали в снігах танкову атаку»), причому Аполлон, як вічний невдаха, потрапив у «котел», потім у полон і провів там три роки.
Одного разу вночі відбуваються якісь дивні явища (щось середнє між виверженням вулкана і ядерною війною), після чого поширюються чутки про напад «марсіянців». Марсіян ніхто не бачив, проте городяни страшно перелякалися, але всі їхні страхи носять суто практичний характер: Аполлон, наприклад, цікавиться, чи буде новий уряд випускати марки, і скільки вони будуть коштувати? Через кілька днів оголошено, що в економіці величезну роль буде грати шлунковий сік, який зобов'язані здавати всі дорослі громадяни, причому за сік будуть платити! (Аполлону вперше в житті пощастило: в силу наявних у нього хронічних захворювань, його шлунковий сік віднесений до вищої категорії, і плата за нього перевищує суму пенсії…) Одночасно змусили фермерів вивести всі посіви пшениці, викупивши весь врожай на корені, взамін якої змусили садити якийсь «синій хліб», з якого можна гнати відмінний самогон («синюхівку», яка впливає на якість шлункового соку). Наркоторгівля оголошується поза законом, місцевого мафіозі б'ють і заарештовують. Втім, робиться це не через неприязнь марсіян до самого факту наркоторгівлі, а тому, що вживання наркотиків погіршує якість шлункового соку. Протести нечисленної інтелігенції (яка спочатку створила збройні загони Опору) залишаються воланням у пустелі. Харон, який брав участь у боях проти марсіян, навіть отримує від них автомобіль, конфіскований у наркоторговця. Незабаром марсіяни оголошують про розпуск збройних сил та будівництво в місті каналізації…
Про присутність марсіян нагадують хіба повітряні кораблі, що ширяють у нічній тиші. Коли марсіяни наказали вилучити з усіх аптек наркотики, Аполлон і аптекар Ахіллес були так захоплені суперечкою про марки і випивкою, що навіть не помітили ніяких марсіян… Апофеозом повісті є її фінал: Аполлон пише статтю в газету про спокій і впевненість…

Борис Натанович Стругацький писав:
Ми не розуміли головного — існують, все-таки, поняття: МЕТА, СЕНС, ПРИЗНАЧЕННЯ — стосовно до всього людства разом? А також суміжні з ними поняття: ЧЕСТЬ, ГІДНІСТЬ, ГОРДІСТЬ — знову ж таки в найбільш загальнолюдському, якщо завгодно, навіть космічному, сенсі? Чи не існують? Кожна окрема людина — це зрозуміло — може проміняти «право первородства» на сочевичну юшку. А людство в цілому? Може чи не може? А якщо може, то чи дозволено це або, навпаки, ганебно і соромно? І хто, все-таки, у нашій повісті правий: старий, битий, не дуже розумний гімназійний вчитель астрономії чи його високочолий зять-інтелектуал?
«Друге нашестя марсіян» — повість-питання: чи існує таке поняття «космічна гідність людини», чи немає в нашому суспільстві інших завдань, окрім як організація спокою і достатку наших громадян? Іншими словами, хто правий: вчитель Аполлон чи бунтар Харон, його зять? Самі автори на власне питання відповіді не знайшли. Читачі, мабуть, теж. Вони просто не помітили цього питання, вирішивши, що повістуха — звичайна антирадянщина у вигляді пародії на «совок». Ну що ж, так її теж можна трактувати, чому б і ні?
Повість задається питанням — чи готове людство в цілому, як і інші тварини, жити в зоопарку і задовольнятися цим, помінявши свою гордість і прагнення до саморозвитку в обмін на виконання більшої частини їхніх потреб. Марсіяни тут виступають у ролі вищої цивілізації, яка як раз пропонує людству таке життя з усіма матеріальними вигодами і відносною свободою, проте як і інші одомашнені тварини люди виступають тепер тільки як виробники шлункового соку для своїх «господарів».

## Персонажі
- Аполлон — відставний вчитель астрономії, філателіст
- Артеміда — його дочка, дуже легковажна особа, одружена з Хароном
- Харон — зять Аполлона, редактор міської газети, член руху Опору
- Герміона — вічно буркотлива економка Аполлона
- Нікострат[ru] — секретар міської мерії, заводіяка місцевої компанії «золотої молоді». Під час вторгнення перебував з Артемідою в любовному зв'язку, за що був битий Хароном
- Лаомедонт — міський мафіозо, торговець наркотиками; заарештований Еаком та його колегами
- Ахіллес — міський аптекар, філателіст
- Персефона — власниця борделю
- Мінотавр — міський золотар, алкоголік
- Пандарей — міський поліціянт, який відрізняється крайньою ненажерливістю і дурістю; основне заняття — ловля вічно п'яного Мінотавра
- Япет — власник корчми
- Поліфем — військовий пенсіонер, одноногий
- Парал — дуже жовчна людина
- Калаїд — міський ветеринар, заїка й тугодум.
- Міртіл — колишній фермер; разом з братом-фермером освоїв виробництво «синюхівки» — самогону з марсіянського хліба
- Еак — молодик на службі у марсіан

## Продовження, написані іншими авторами
- Даніель Клугер, повість «Нові часи» (1998).
- Сергій Синякін[ru], повість «Третє нашестя марсіян» (2006).